# テリー・ウィノグラード

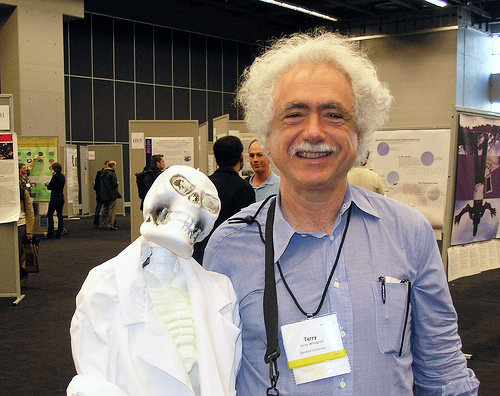
テリー・ウィノグラード

テリー・ウィノグラード （Terry Allen Winograd、1946年2月24日 - ） はアメリカ合衆国の計算機科学者。 スタンフォード大学教授。メリーランド州タコマパーク出身。

## 来歴
SHRDLU とよばれるシステムを用いた自然言語についての研究により人工知能の分野で知られるようになったが、後にこの研究を通じて人工知能の実現には批判的な立場を取るようになった。
この SHRDLU （シュルドル、1968年 – 1970年）の開発にあたって、ウィノグラードは、コンピュータが自然言語を使うことができるようになるに十分な「理解力」をコンピュータにいかに与えればよいかという問題について検討し、SHRDLU の理解の世界を仮想的な「積木の世界」に制限した。 このプログラムは「青い積木を動かせ」のような命令を受け取って、仮想的な腕を用いて要求された行動を実行でき、また「どの青い積木のことかわかりません」というように言語によって返答もできた。 歴史的には、SHRDLU プログラムは、プログラマが手でコンピュータの意味的記憶を作り上げることがいかに困難であって、そうしたプログラムがいかに制限されたもので「脆弱」なものとなるかという古典的な例としてみることができる。 ウィノグラードは自然言語理解における SHRDLU の研究を拡張しようと試みたのち、人工知能研究から手を引いている。
1980年代初期には、ウィノグラードは「社会的責任を考えるコンピュータ専門家の会」 (Computer Professionals for Social Responsibility, CPSR) の創設者の一人となり、全国代表となった。 この会は、核兵器、SDI、その他、計算機科学の分野での米国防総省による関与の増大を懸念する計算機科学者の集まりである。
哲学者フェルナンド・フローレスとの出会いの後、1990年代初期には、早期のグループウェアについての研究を行なった。 彼らのアプローチは、「行動のための会話」 (conversation-for-action) 解析に基づくものであり、これは現象学に基づいた新しい設計思想をもたらした。 
一般的に言って、ウィノグラードの研究はソフトウェア工学よりも広い意味での「ソフトウェアデザイン」に焦点を当てたものである。 1991年には、ソフトウェアデザインの教育と研究を推進するために "Project on People, Computers and Design" （人々とコンピュータとデザインに関するプロジェクト） を設立している。 その著書 『ソフトウェアの達人たち』 (Bringing Design to Software) ではこの研究の一部が述べられている。 ウィノグラードの主張は、ソフトウェアデザインはソフトウェア解析ともプログラミングとも区別される活動であるが、それら両者から影響を受け、さらに別の専門家のデザインの作業 （織物のデザイン、工業デザインなど） も採り入れるものでなければならないというものである。
1995年よりウィノグラードは、ウェブ検索を含む研究計画に参加していたスタンフォード大学の博士課程の学生ラリー・ペイジの指導を引き受けている。 ペイジは1998年にスタンフォードを休学し「グーグル」 (Google) の共同設立者となった。2002年には、ウィノグラードもサバティカル休暇をとってグーグルで客員研究員として過ごしている。 ここでウィノグラードは人間とコンピュータの相互関係の理論と実践の交わりについて研究した。
近年は、ウィノグラードは、共同作業においてユビキタス・コンピューティングを利用することも含んだ共同コンピューティング (collaborative computing) の研究を継続し、スタンフォードで人間とコンピュータの相互関係 (Human-Computer Interaction, HCI) の講義とセミナーを担当している。

## 主な著書
- Terry Winograd, Understanding Natural Language, 1972, Academic Pr., ISBN 0127597506.
- Terry Winograd, Language As a Cognitive Process: Syntax, 1982, Addison-Wesley, ISBN 0201085712.
- Terry Winograd, Fernando Flores, Understanding Computers and Cognition : A New Foundation for Design, 1987, Ablex Pub.; Addison-Wesley Prof., ISBN 0201112973;
平賀譲訳 『コンピュータと認知を理解する — 人工知能の限界と新しい設計理念』 1989, 産業図書, ISBN 478285126X.
- Paul S. Adler, Terry A. Winograd, Usability: Turning Technologies into Tools, 1992, Oxford Univ. Pr., ISBN 0195075102.
- Terry Winograd, Peter S. Gordon (eds.), Bringing Design to Software, 1996, Rebound by Sagebrush; Addison-Wesley Prof., ISBN 0201854910.
瀧口範子訳 『ソフトウェアの達人たち — 認知科学からのアプローチ』, 1999, アディソンウェスレイ; 2002, ピアソンエデュケーション, ISBN 4894717786.